# Monumento nacional y Reserva de Aniakchak
El monumento nacional y reserva de Aniakchak (del inglés: Aniakchak National Monument and Preserve) es un monumento nacional de los Estados Unidos (y reserva) ubicado en la costa sur de la península de Alaska. Está situado en la volcánica cordillera Aleutiana y consiste principalmente en un gran volcán apagado, cuya última erupción fue en el año de 1931.
El cráter tiene de diámetro medio de 10 km, siendo la zona declarada monumento nacional por proclamación presidencial de James Carter en 1978, comprendiendo un área de 2.439 km² (de los que 555 km² corresponden al monumento nacional y 1.884 km² a la reserva).